# Francesco Daddi

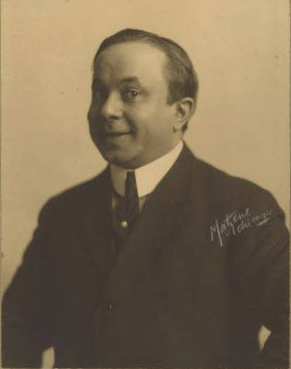
Francesco Daddi, zwischen 1914 und 1919

Francesco Daddi (1864 in Neapel – 22. Oktober 1945 in Chicago, Illinois) war ein italienischer Opernsänger der Stimmlage Tenor, später auch Bass.

## Leben und Werk
Er studierte Gesang und Klavier am Konservatorium seiner Heimatstadt. 1888 debütierte er in einem Konzert in Neapel. 1891 sang er erstmals in Kostüm und Maske – in Messina die Titelpartie in Gounods Faust und am Teatro Dal Verme in Mailand eine unbekannte Rolle. Im Jahr darauf, am 21. Mai 1892, wurde dem jungen Sänger am selben Mailänder Theater die Rolle des Beppo in der Uraufführung der Pagliacci von Ruggero Leoncavallo anvertraut. Es dirigierte der ebenfalls noch junge Arturo Toscanini. Daddi und seine Partner – Fiorello Giraud als Canio, Adelina Stehle als Nedda, Victor Maurel als Tonio und Mario Ancona als Silvio – errangen einen „triumphalen Erfolg“, so Trecciani, und das Werk zählt seither durchgehend zu den wichtigen Repertoirestücke aller Opernhäuser. Die Karriere des Sängers schien sich anfangs in Richtung lyrischer Tenor und Spintorollen zu entwickeln und er sang in den ersten Jahren auch zahlreiche jugendliche Helden, den Grafen Almaviva in Rossinis Barbiere di Siviglia, Don Ottavio, Ernesto, Nemorino sowie die Titelpartien in Fra Diavolo und La damnation de Faust. Doch er war von kleiner Statur und auch seine Stimme war nicht voluminös genug für die größeren Häuser, weshalb er sich früh schon für das Charakterfach interessierte. Bereits als Beppo entdeckte er sein komödiantisches Talent und dass er auch als Comprimario das Publikum begeistern konnte, denn in mehreren Vorstellungen musste er die Serenata des Beppo wiederholen, einmal gleich dreimal. In den Folgejahren wechselte er zwischen jugendlichen Helden und Charakterstudien, zwischen kleineren und größeren Opernhäusern in ganz Italien – er sang in Bari, Bologna, Florenz, Genua, Mailand, Palermo, Parma, Rom, Sanremo, Triest und Turin. Auch das Ausland wurde auf ihn aufmerksam. Er trat in der Spielzeit 1893–1894 im Gran Teatre del Liceu in Barcelona auf und sang in der Oper Guillaume Tell von Gioachino Rossini. Weiters gastierte er in Lissabon und Wien, 1897 in Odessa und 1900 an der Covent Garden Opera in London.

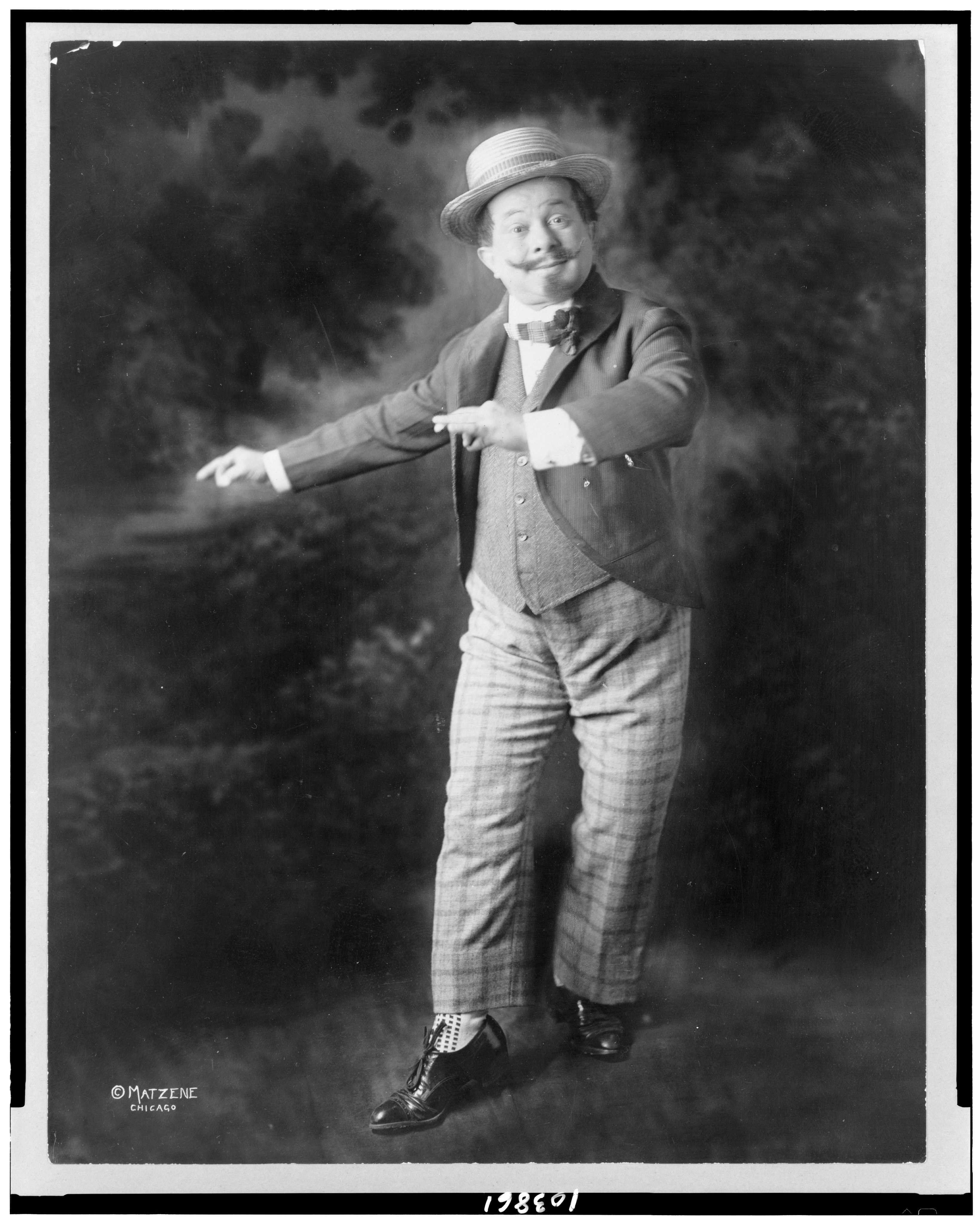
Francesco Daddi, 1917

1907 erreichte ihn eine Einladung aus New York, an die Manhattan Opera House, neu errichtet und geführt von Oscar Hammerstein I. Nach einer Spielzeit in den Vereinigten Staaten beschloss der Sänger, nicht wieder nach Europa zurückzukehren. Er konzentrierte sich nunmehr auf Buffo-Rollen und reüssierte nicht nur in New York, sondern auch in Philadelphia, Baltimore und Washington D.C. 1913 ließ er sich in Chicago nieder, wo mit seinem komödiantischen Einlagen schnell die Sympathien des Publikums erringen konnte – sowohl an der Grand Opera von Chicago, als auch beim Ravinia Festival. Höchstes Lob der Kritik und begeisterten Applaus des Publikums erhielt er sogar für kleine Rollen, beispielsweise für den Remendado in Carmen. Er konnte aufgrund der Flexibilität seiner Stimme auch Bass-Bufforollen übernehmen wie den Dottore Bartolo oder den Alidoro. Sehr beliebt waren seine Kinderkonzerte beim Ravinia Festival sowie die Abende mit neapolitanischen Volks- und Straßenliedern. In den Vereinigten Staaten stand er gemeinsam mit Weltstars auf der Bühne, etwa Enrico Caruso, Louise Homer, Marcel Journet, Marcella Sembrich und Antonio Scotti. Nach seinem Abschied von der Bühne im Jahr 1920 unterrichtete er in Chicago und New York Gesang. Seine Lehrtätigkeit bewarb er in großflächigen Anzeigen mit Porträts der „Stars made by Francesco Daddi“, ausgebildet in seinem Studio im 7. Stock von Chicagos Fine Arts Building. 1938 kehrte er für eine Vorstellung auf die Bühne der Chicago Civic Opera zurück, als Bricoleur in Louise. Er starb im Chicago Home for Incurables, einem Hospiz.

## Rollen (Auswahl)

### Uraufführung
- 1892: Beppe in Leoncavallos Pagliacci, Teatro Dal Verme, Mailand (22. Mai)

### Repertoire
| Auber: - Titelpartie in Fra Diavolo Berlioz: - Titelpartie in La damnation de Faust Bizet: - Remendado in Carmen Charpentier: - Bricoleur in Louise Donizetti: - Ernesto in Don Pasquale - Normanno in Lucia di Lammermoor - Nemorino in L’elisir d’amore Giordano: - Incredibile in Andrea Chénier Gounod: - Titelpartie in Faust Leoncavallo: - Beppo in Pagliacci Mascagni: - Turridu in Cavalleria rusticana - Arlecchino in Le maschere Massenet: - Dekan in Cendrillon |  | Meyerbeer: - Raimbaud in Roberto il diavolo - Corentin in Dinorah Mozart: - Don Ottavio in Don Giovanni Offenbach: - Cochenille und Pitichinaccio in Les contes d’Hoffmann Puccini: - Benoît and Alcindoro in La Bohème - Spoletta in Tosca - Goro in Madama Butterfly - Nick in La fanciulla del West Rossini: - Conte Almaviva, später dott. Bartolo im Barbiere di Siviglia - Alidoro in La Cenerentola Richard Strauss: - Dritter Jude in Salome Verdi: - Manrico in Il trovatore - Don Alvaro in La forza del destino Wolf-Ferrari: - Biaso in I gioielli della Madonna |

## Tondokumente
Er machte zahlreiche phonografische Aufnahmen für Columbia Records, insbesondere im ersten Jahrzehnt des 20. Jahrhunderts. Viele der von ihm eingespielte neapolitanische Lieder zeichnen sich durch angenehm-lyrische Stimmführung und einen idiomatischen Sinn für Stil aus.